# Hugh-John Barrett
Pour les articles homonymes, voir Barrett.
Hugh-John Barrett est un peintre québécois (1935 - 29 janvier 2005 à Longueuil).

## Biographie
Il étudie d’abord à l'École du meuble de Montréal, puis de 1951 à 1953 au Montréal School of Art and Design avec Arthur Lismer et Goodridge Roberts. Il termine en 1960 un brevet d’enseignement à l’École des beaux-arts de Montréal.
Après avoir peint et enseigné dans la région de Montréal et au Saguenay entre 1960 et 1974, il décide de se consacrer uniquement à sa carrière artistique. Il illustre également pour Gilles Vigneault un recueil de poèmes, À l’encre blanche, et un conte pour enfants, Les quatre saisons de Piquot. Il réalise aussi une série d’œuvres de land art sur l'île d'Anticosti.